# Iduvina Hernández
Iduvina Hernández es una reportera guatemalteca, profesora en la Universidad Rafael Landívar y jefa de redacción en la Agencia Centroamericana de Noticias ACEN-SIAG.
Iduvina es activista en defensa de los derechos humanos, especialmente concentrándose en los conflictos armados de la guerra civil y las violaciones a las mujeres en su país. Fundó la Asociación Seguridad en Democracia (SEDEM) junto a Rachel Garst en el año 2000. Ha sido ganadora de varios premios de periodismo en Centro América como el Galardón a la Excelencia Periodística de Aprofam (1990), el Premio Centroamericano de Periodismo sobre Refugiados de Acnur (1994) y el galardón a la mejor columna de opinión escrita de Unicef (2000).
En 2016 ha sido acusada de ser una exguerrillera en el conflicto armado de 36 años que sufrió Guatemala. A pesar de todo esto ella sigue la lucha como reportera por denunciar los crímenes de guerra hechos por la milicia guatemalteca. Actualmente reside en Guatemala.